# Malá Skála
Malá Skála (německy Kleinskal) je obec, která se nachází v okrese Jablonec nad Nisou v Libereckém kraji. Žije zde přibližně 1 200 obyvatel.

## Historie
První zmínky o Malé Skále pocházejí z roku 1422, avšak její jižní část vznikla jako samostatná ves Vranové již koncem 14. století, kdy spolu s okolními osadami náležely k dominikánskému klášteru v Turnově. Podle ní se jmenuje také skalní hrad Vranov, často nazývaný též Skály nad Jizerou, který vyrostl na pískovcovém útesu nad pravým břehem řeky okolo roku 1425, tedy rok po zničení turnovského kláštera husity. Lesy, louky, pole i skály měli tehdy v držení Valdštejnové ze štěpanické větve a od roku 1538 Vartemberkové, kteří zde vládli až do roku 1615. To už ke dvoru náležel i pivovar. Krátce před bitvou na Bílé hoře se panství ujal rod Smiřických, ale pro sympatie ke stavovskému povstání byl jejich majetek po roce 1620 zkonfiskován a připadl frýdlantskému vévodovi a vojevůdci Albrechtovi z Valdštejna, který v roce 1628 udělil Malou Skálu v léno císařskému plukovníkovi Mikuláši Desfoursovi. Po smrti Albrechta z Valdštejna získal Mikuláš Desfours Malou Skálu, Semily a Hrubý Rohozec ve svobodné dědictví. Rod zde potom vládl dalších 175 let, během nichž byl na severní straně nádvoří vystavěn lovecký zámeček s věžičkou pro zvon a hodiny a okolo roku 1700 nový barokní zámek.

### Pantheon

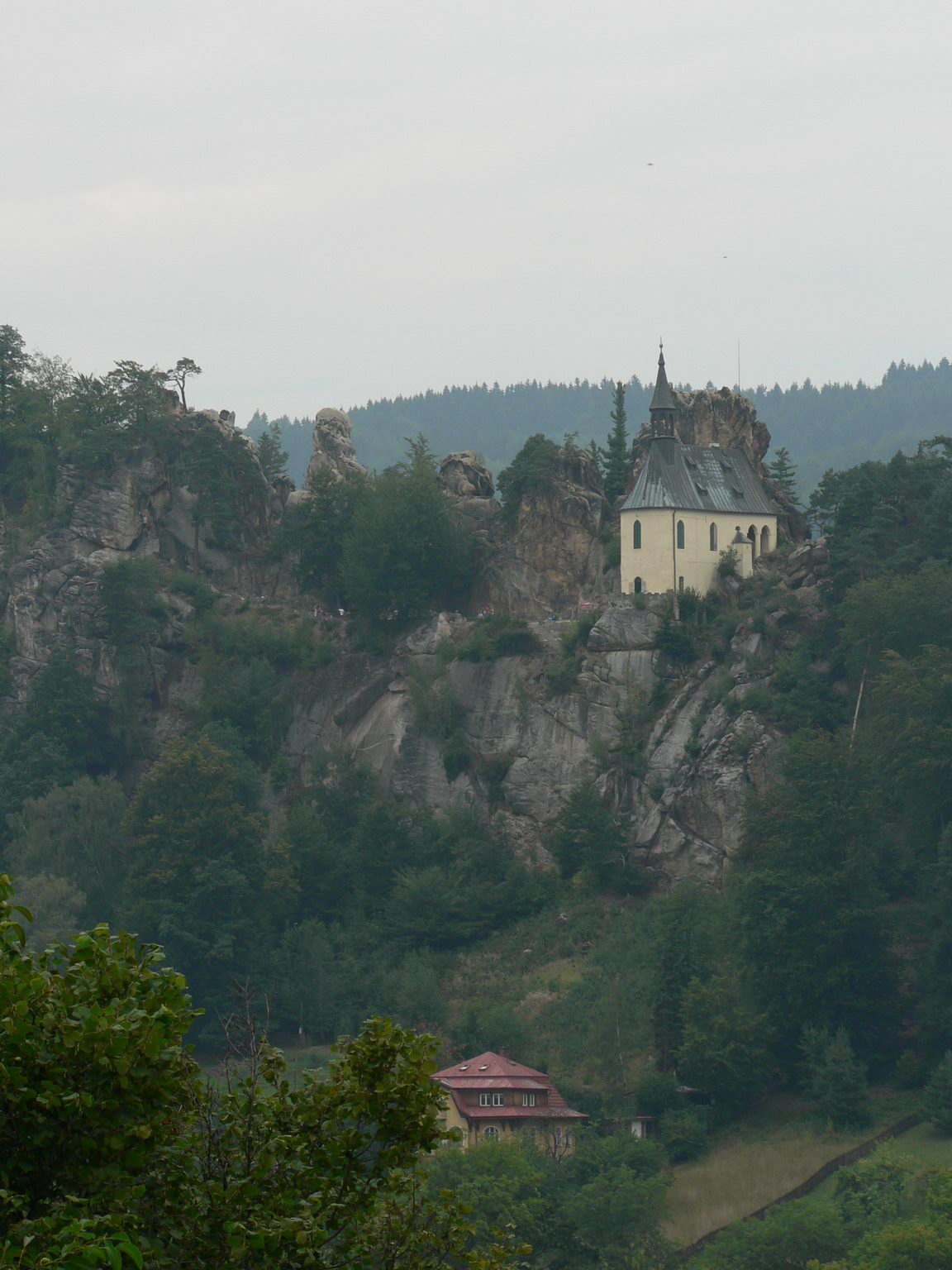
Hrad Vranov (Pantheon)

V roce 1802 koupil zdejší panství mikulášovický textilní průmyslník Franz Zacharias Römisch, který celé okolí proměnil v jedinečný přírodní park a na troskách starého hradu vybudoval památník všem hrdinům, Hrad Vranov (Pantheon), jemuž vévodí novogotický letohrádek z roku 1826. Skalní plastiky vytvořil sochař František Pettrich. Franz Zacharias Römisch se však nezapsal do historie Malé Skály pouze jako romantický stavitel Pantheonu, ale i jako osvícený zakladatel škol a nadací. Už v roce 1812 bylo rozhodnuto o zřízení obecné školy, která byla následně 1817 skutečně otevřena. Zasloužil se o zvelebení ovocnářství, přestavěl sídlo v empírovém stylu a v zámeckém parku vysázel vzácné dřeviny. Roku 1813 založil ve Vranském lese panský hřbitov, kde sám odpočívá. Na tomto hřbitově je pochována i zdejší rodačka spisovatelka Jarmila Glazarová.

### Malá Skála
Po smrti Franze Zachariase Römische prodali dědicové Malou Skálu obchodnímu domu Oppenheimer v Lipsku. Ti opravili zámek v secesním duchu, roku 1869 postavili kapli sv. Vavřince a roku 1879 kapli ve Vranovém. Konec století byl ve znamení zakládání spolků, vznikl Sbor dobrovolných hasičů (1885), Tělocvičná jednota Sokol (1894), začala se rozvíjet turistika. Na rozkvětu obce, k němuž významnou měrou přispělo vlakové spojení s okolním světem, nic nezměnil ani příchod nového majitele, vídeňského politika a podnikatele dr. Wilhelma Medingera, který koupil zdejší panství v roce 1903. Byla postavena nádražní budova (1904), hotel U nádraží (1906), pošta (1922), sokolovna (1932) či hotel Kavka (1939).
Po druhé světové válce se společným úsilím podařilo vybudovat moderní (dnes již zchátralou) základní školu (1957), samoobsluhu "U Mařeny" (1958), budovu MNV s hasičskou zbrojnicí (1962), zdravotní středisko (1972), autokemp Ostrov (1976), mateřskou školku (1979) nebo ubytovnu TJ Sokol s tenisovými kurty (1984). Původní lávku spojující oba břehy, kterou strhla povodeň v roce 1978, nahradila nová (1983), byl postaven i nový most přes Jizeru (1987) a rozsáhlé rekonstrukce se dočkal také Boučkův statek (1988), v němž je dnes umístěna galerie Josefa Jíry. O vybudování této galerie se zasloužil malíř Josef Jíra (1929 – 2005), který v obci tvořil. V roce 1966 si zde koupil chalupu, avšak již v roce 1964 tu uspořádal první výstavu svých obrazů, kterou zahajoval Jiří Trnka. Mnoho Jírových obrazů, grafik i kreseb vzniklo na Malé Skále a zachycuje její malebné okolí.
V posledních letech si nemalé náklady vyžádala renovace letohrádku na Pantheonu (1993) nebo kaple sv. Vavřince (1996), ze staré školy se stal Domov pro seniory (1997), byla otevřena čerpací stanice pohonných hmot (1997) a koupaliště Žlutá plovárna (1998), zámek získali po letech noví majitelé (2000) a byla zprovozněna čistička odpadních vod (2001).

## Části obce
- Malá Skála (zámek, kaple, pivovar, statek a blízké okolí, k. ú. Sněhov)
- Vranové 1.díl (levý břeh Jizery, vč. nádraží Malá Skála, k. ú. Vranové I)
- Vranové 2.díl (pravý břeh Jizery, k. ú. Vranové II)
- Záborčí (v západní části k. ú. Vranové II)
- Křížky (v jihozápadním výběžku k. ú. Vranové II)
- Mukařov (k. ú. Mukařov u Jablonce nad Nisou, včetně osad Filka, Končiny a Protivná)
- Želeč (v jihovýchodním údolním výběžku k. ú. Mukařov u Jablonce nad Nisou)
- Sněhov (pravděpodobně včetně samoty Houšť, v k. ú. Sněhov)
- Labe (v k. ú. Sněhov; přiléhá hřeben se zříceninou Vranov-Pantheon v k. ú. Sněhov)
- Bobov (v k. ú. Sněhov; pravděpodobně zahrnuje též osadu Vransko)

## Pamětihodnosti
- Maloskalská galerie Arva Patria – Boučkův statek čp. 12

## Osobnosti
- Ladislav Bobek (1910–1981) – válečný letec, stíhací eso.[4]
- Jarmila Glazarová (1901–1977) – česká spisovatelka a národní umělkyně.
- Alois Liška (1895–1977) – armádní generál, narozen v Záborčí.
- Čestmír Šikola (1919–2008) – československý voják, příslušník výsadku Clay, narozen v Mukařově.

## Další fotografie

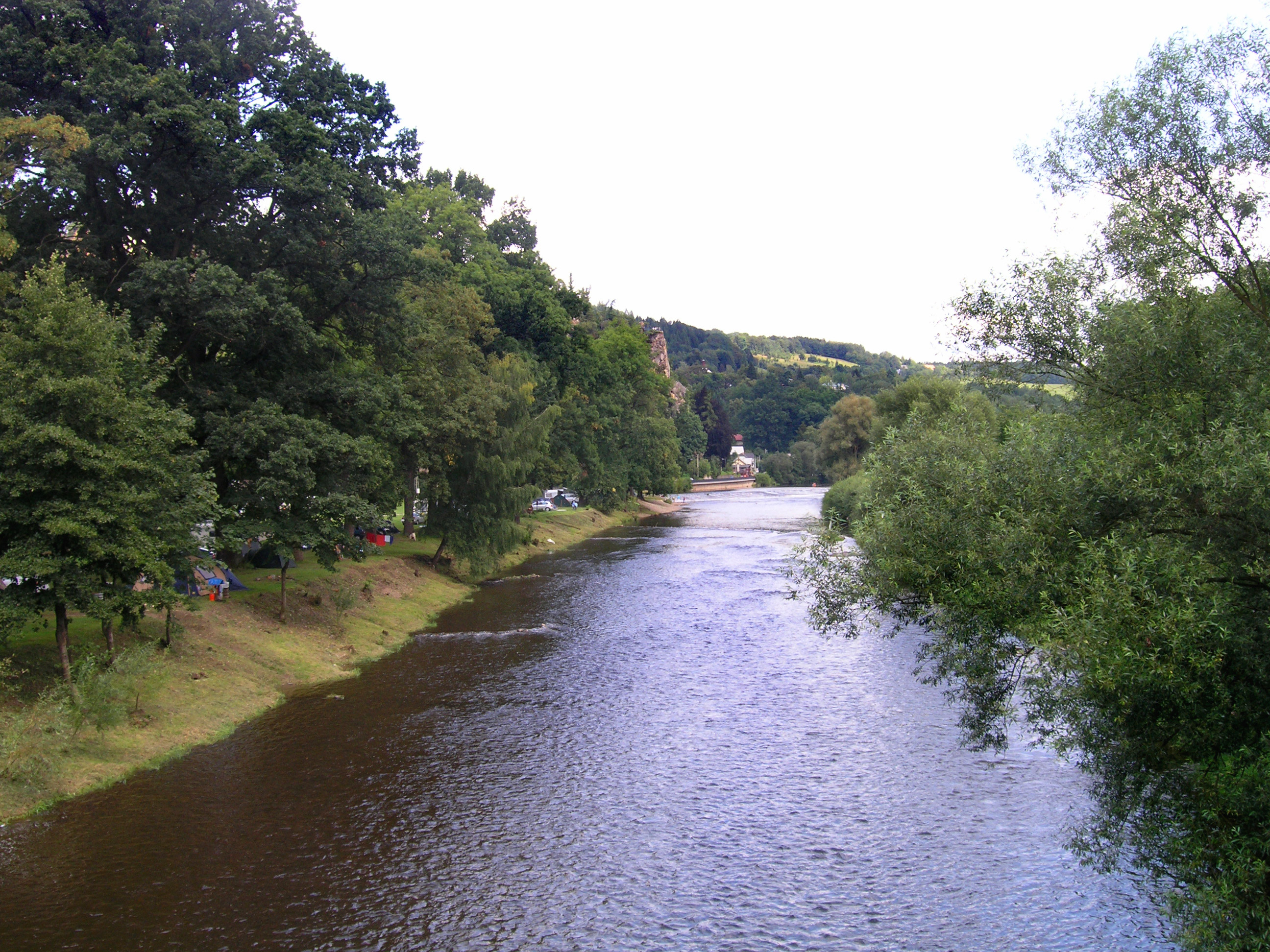
Jizera v Malé Skále
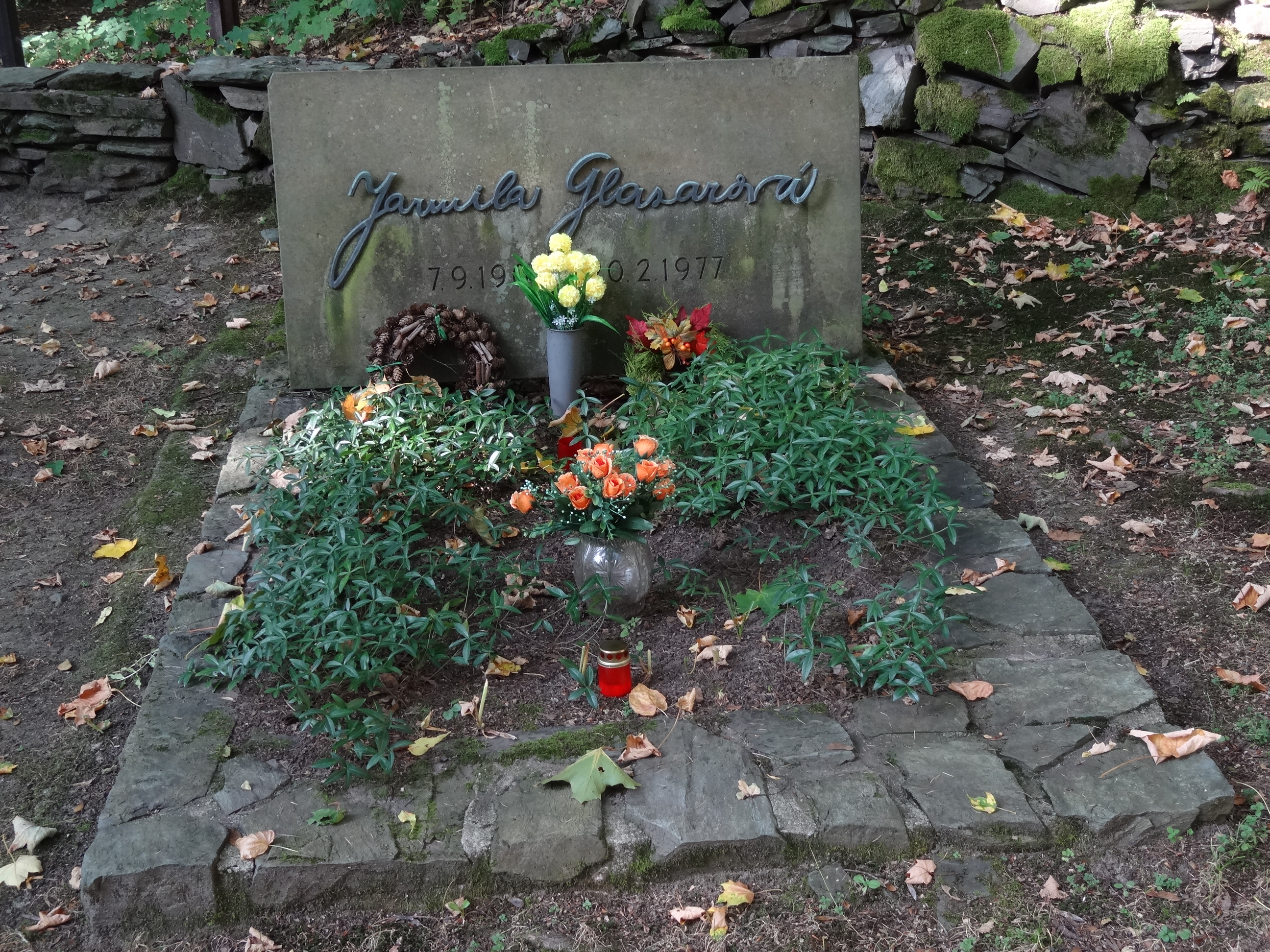
Hrob Jarmily Glazarové na lesním hřbitově
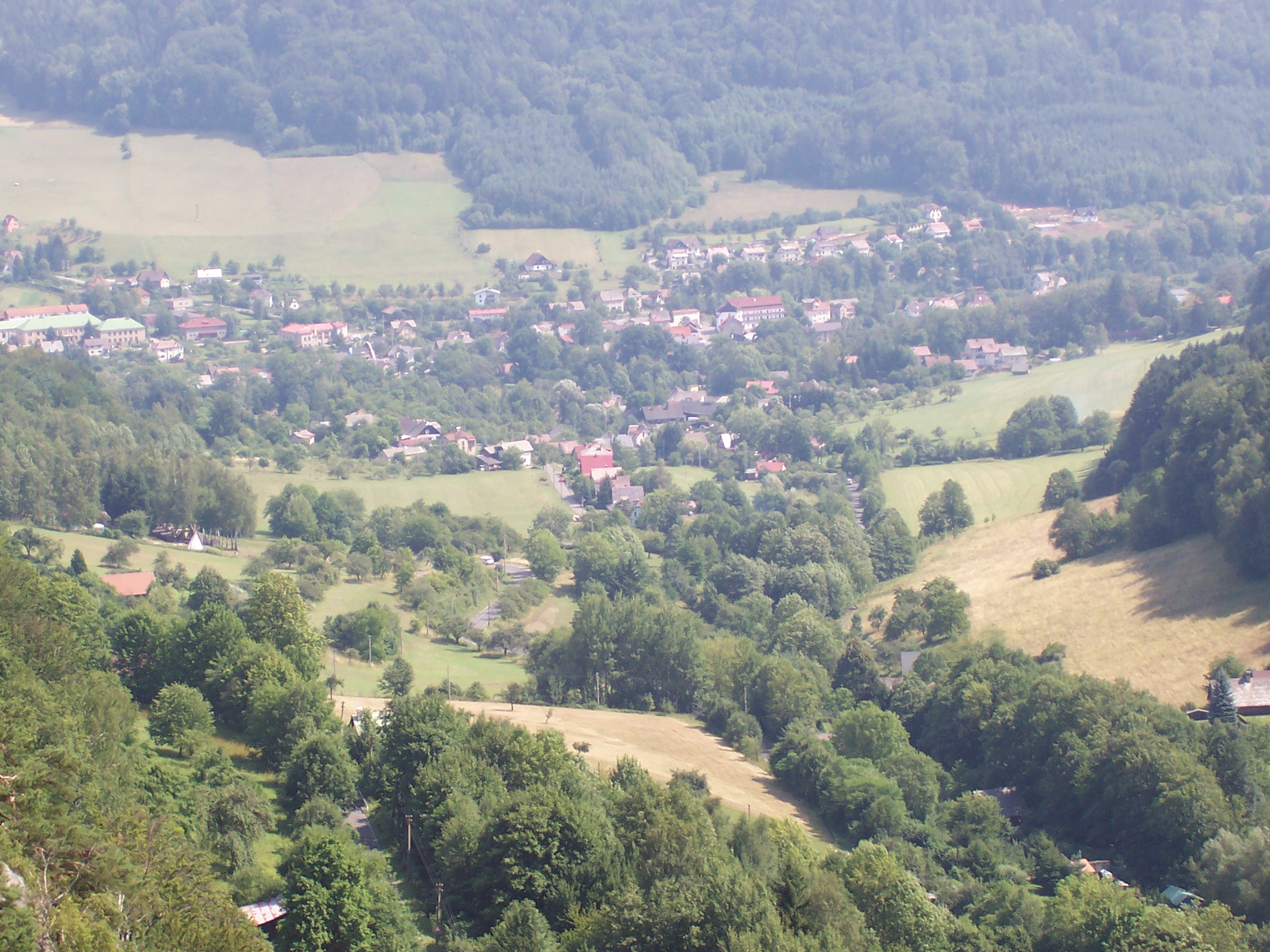
Pohled na Malou Skálu z hradu Frýdštejn
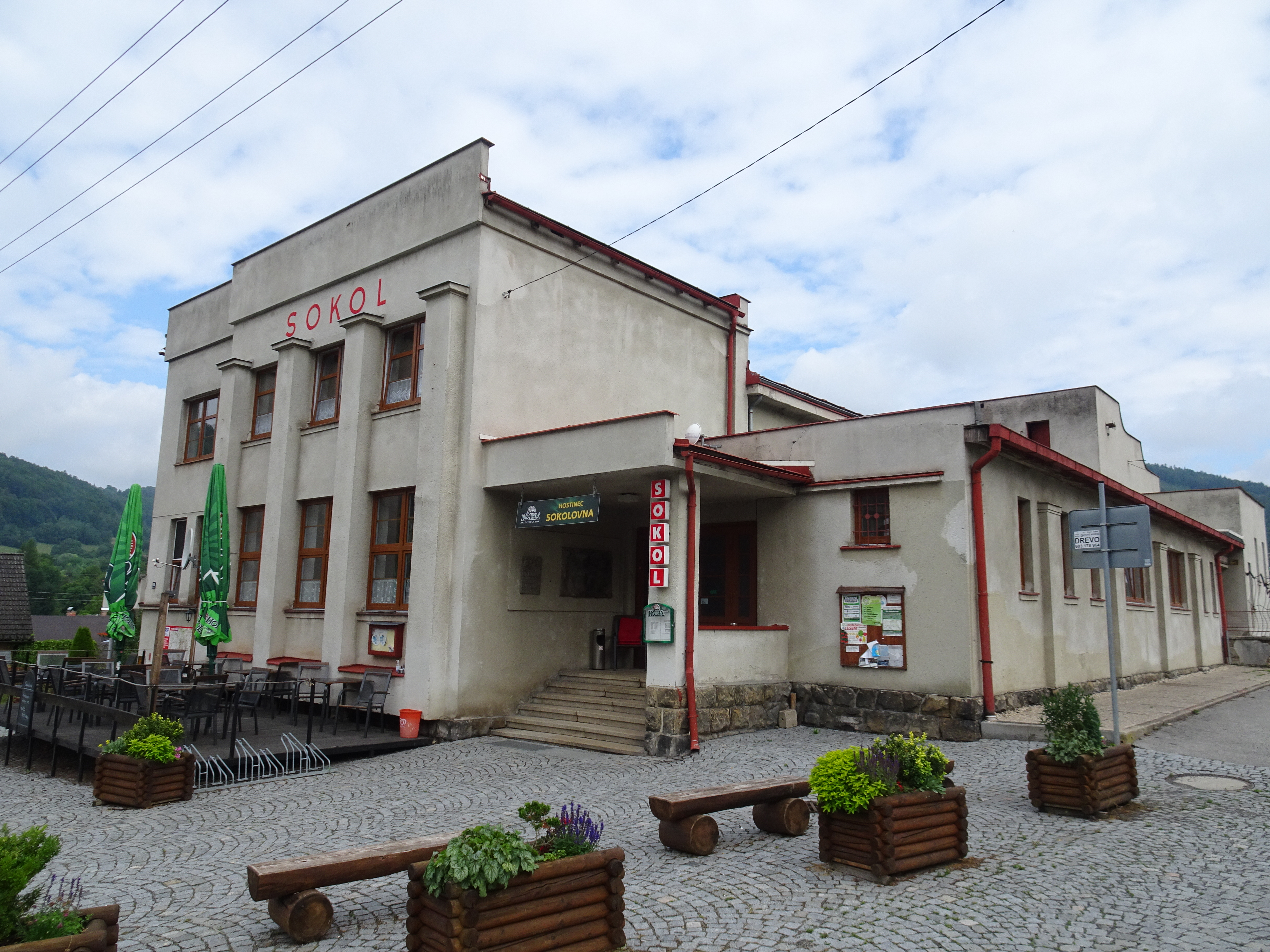
Kohlovna (místní název pro sokolovnu)
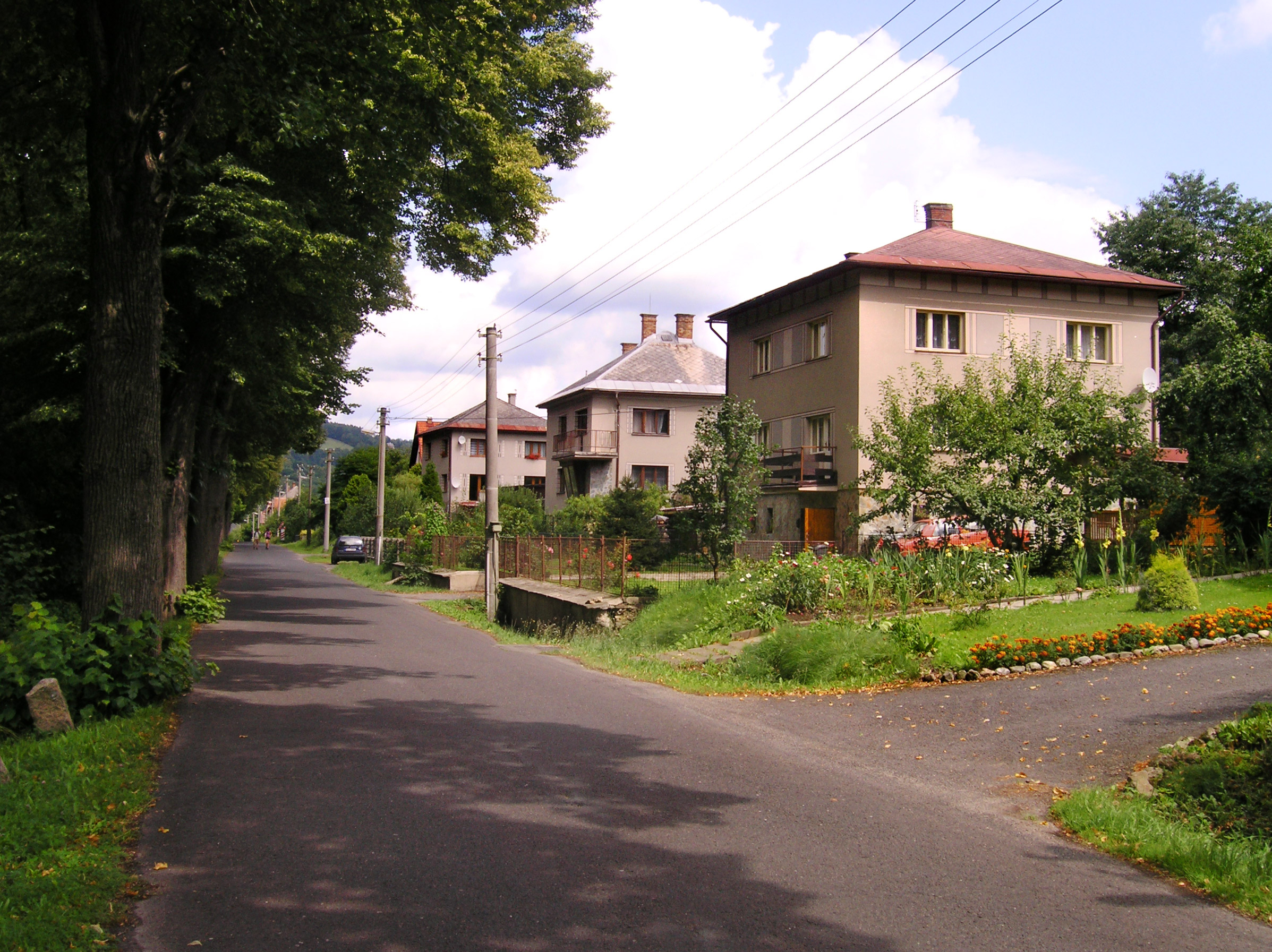
Vilky v části „Vranové 1. díl“
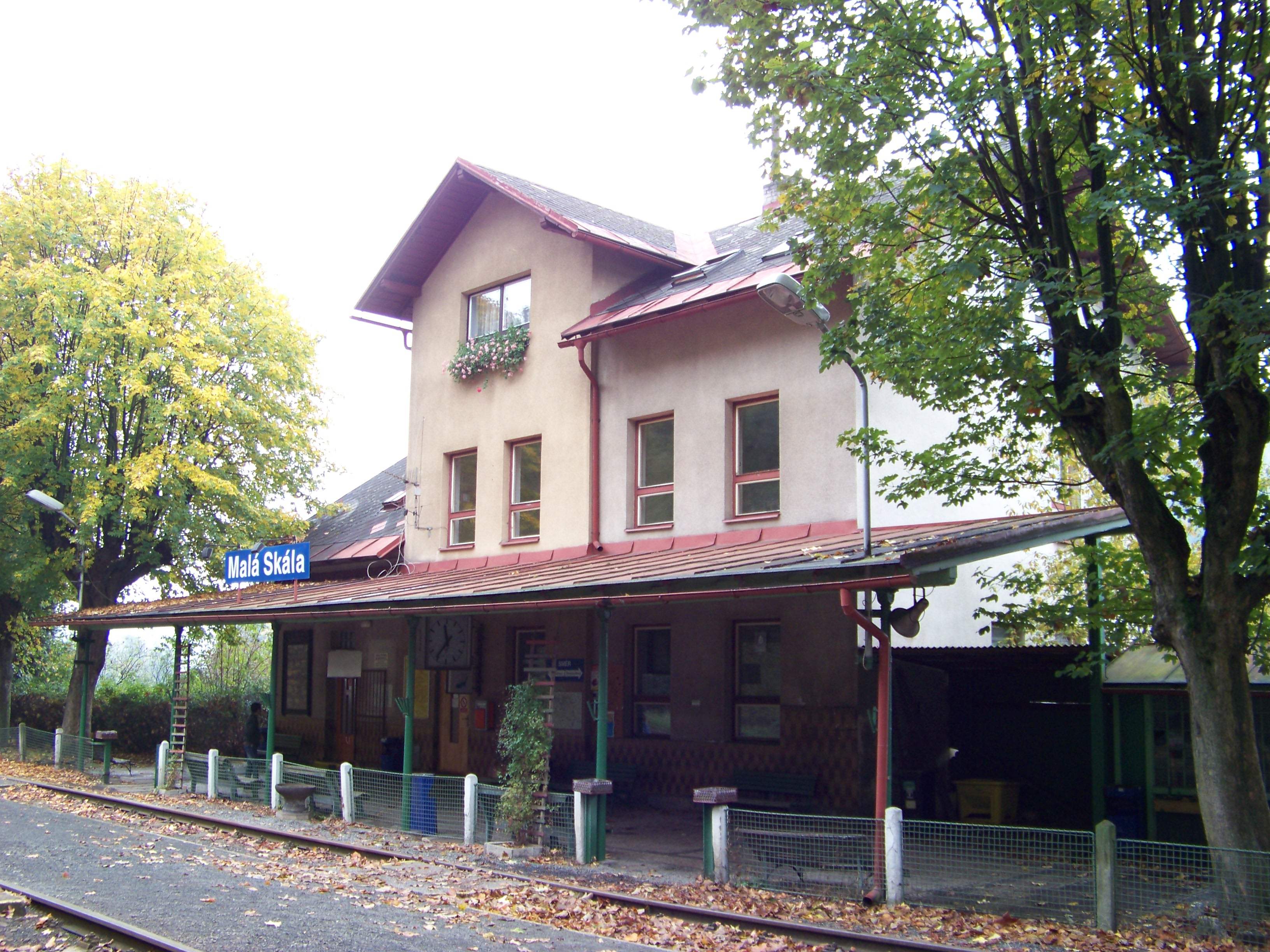
Železniční stanice Malá Skála
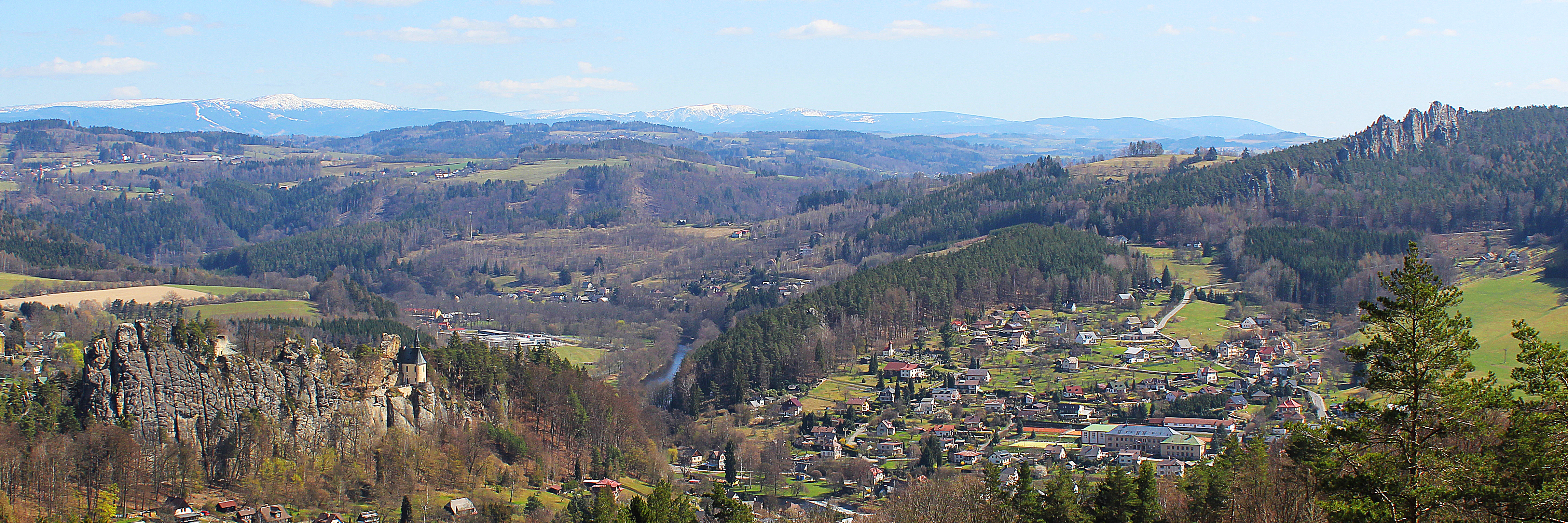
Celkový pohled na Malou skálu. Vlevo Pantheon, vpravo Suché skály, v pozadí Krkonoše